# Fælg
En fælg er den ydre ringformede del af et hjul til transportformål, blandt andet biler, motorcykler, cykler, traktorer, fly o.a.
Til montering på fælgen kan anvende luftfyldte- eller massive dæk.
Materialer som anvende til fælge kan blandt andet være stål, magnesium og aluminium.
Ved montering af hjul/ fælge på forskellige køretøjer, skal de være lovliggjort og  godkendt af relevant myndighed. 
Den hyppigste måleenhed for fælge er den tidligere benævnelse tommer.